# Branson (Missouri)
Branson é uma cidade localizada no estado americano de Missouri, no Condado de Stone e Condado de Taney.

## Demografia
Segundo o censo americano de 2000, a sua população era de 6050 habitantes. 
Em 2006, foi estimada uma população de 7435, um aumento de 1385 (22.9%).

## Geografia
De acordo com o United States Census Bureau tem uma área de 
42,3 km², dos quais 41,9 km² cobertos por terra e 0,4 km² cobertos por água. Branson localiza-se a aproximadamente 218 m acima do nível do mar.

## Localidades na vizinhança
O diagrama seguinte representa as localidades num raio de 12 km ao redor de Branson. 